# Emil Petru
Emil Petru (Târnăveni, 28 settembre 1939 – 1º marzo 1995) è stato un calciatore rumeno, di ruolo difensore.

## Palmarès

### Competizioni nazionali
- Campionato rumeno: 2

Dinamo Bucarest: 1963-1964, 1964-1965
- Coppa di Romania: 1

Dinamo Bucarest: 1963-1964

## Statistiche

### Cronologia presenze e reti in nazionale
| Cronologia completa delle presenze e delle reti in nazionale ― Romania | Cronologia completa delle presenze e delle reti in nazionale ― Romania | Cronologia completa delle presenze e delle reti in nazionale ― Romania | Cronologia completa delle presenze e delle reti in nazionale ― Romania | Cronologia completa delle presenze e delle reti in nazionale ― Romania | Cronologia completa delle presenze e delle reti in nazionale ― Romania | Cronologia completa delle presenze e delle reti in nazionale ― Romania | Cronologia completa delle presenze e delle reti in nazionale ― Romania |
| Data                                                                   | Città                                                                  | In casa                                                                | Risultato                                                              | Ospiti                                                                 | Competizione                                                           | Reti                                                                   | Note                                                                   |
| ---------------------------------------------------------------------- | ---------------------------------------------------------------------- | ---------------------------------------------------------------------- | ---------------------------------------------------------------------- | ---------------------------------------------------------------------- | ---------------------------------------------------------------------- | ---------------------------------------------------------------------- | ---------------------------------------------------------------------- |
| 30/09/1962                                                             | Bucarest                                                               | Romania                                                                | 4 – 0                                                                  | Marocco                                                                | Amichevole                                                             | -                                                                      |                                                                        |
| 14/10/1962                                                             | Dresda                                                                 | Germania Est                                                           | 3 – 2                                                                  | Romania                                                                | Amichevole                                                             | 2                                                                      |                                                                        |
| 01/11/1962                                                             | Madrid                                                                 | Spagna                                                                 | 6 – 0                                                                  | Romania                                                                | Qual. Euro 1964                                                        | -                                                                      |                                                                        |
| 25/11/1962                                                             | Bucarest                                                               | Romania                                                                | 3 – 1                                                                  | Spagna                                                                 | Qual. Euro 1964                                                        | -                                                                      |                                                                        |
| 23/12/1962                                                             | Casablanca                                                             | Marocco                                                                | 3 – 1                                                                  | Romania                                                                | Amichevole                                                             | -                                                                      |                                                                        |
| 02/06/1963                                                             | Chorzów                                                                | Polonia                                                                | 1 – 1                                                                  | Romania                                                                | Amichevole                                                             | -                                                                      |                                                                        |
| 23/06/1963                                                             | Copenaghen                                                             | Danimarca                                                              | 2 – 3                                                                  | Romania                                                                | Olimpiadi 1964                                                         | -                                                                      |                                                                        |
| 09/10/1963                                                             | Ankara                                                                 | Turchia                                                                | 0 – 0                                                                  | Romania                                                                | Amichevole                                                             | -                                                                      |                                                                        |
| 27/10/1963                                                             | Bucarest                                                               | Romania                                                                | 2 – 1                                                                  | Jugoslavia                                                             | Amichevole                                                             | -                                                                      |                                                                        |
| 03/11/1963                                                             | Bucarest                                                               | Romania                                                                | 2 – 3                                                                  | Danimarca                                                              | Olimpiadi 1964                                                         | 2                                                                      |                                                                        |
| 28/11/1963                                                             | Torino                                                                 | Danimarca                                                              | 1 – 2                                                                  | Romania                                                                | Olimpiadi 1964                                                         | -                                                                      |                                                                        |
| 27/04/1964                                                             | Bucarest                                                               | Romania                                                                | 4 – 1                                                                  | Cecoslovacchia                                                         | Amichevole                                                             | -                                                                      |                                                                        |
| 03/05/1964                                                             | Bucarest                                                               | Romania                                                                | 2 – 1                                                                  | Bulgaria                                                               | Olimpiadi 1964                                                         | -                                                                      |                                                                        |
| 11/10/1964                                                             | Saitama                                                                | Messico                                                                | 1 – 3                                                                  | Romania                                                                | Olimpiadi 1964                                                         | -                                                                      |                                                                        |
| 18/10/1964                                                             | Yokohama                                                               | Ungheria                                                               | 2 – 0                                                                  | Romania                                                                | Olimpiadi 1964                                                         | -                                                                      |                                                                        |
| 22/10/1964                                                             | Osaka                                                                  | Romania                                                                | 3 – 0                                                                  | Jugoslavia                                                             | Olimpiadi 1964                                                         | -                                                                      |                                                                        |
| Totale                                                                 |                                                                        | Presenze                                                               | 16                                                                     |                                                                        | Reti                                                                   | 4                                                                      |                                                                        |